# 火薬学会
一般社団法人火薬学会（かやくがっかい、Japan Explosives Society）は、火薬類を専門に扱う学術団体。元文部科学省所管。

## 歴史
- 1939年（昭和14年）2月27日 任意団体「火薬協会」として発足した
- 1942年（昭和17年）2月24日 内務大臣所管「社団法人火薬協会」が認可された
- 1946年（昭和21年）8月8日 東京都長官所管「社団法人工業火薬協会」として改称される
- 1953年（昭和28年）11月4日 文部省に移管され文部省所管「社団法人工業火薬協会」となる
- 1993年（平成5年）12月24日 「社団法人火薬学会」と改称される